# Sông Đinh Đèn
Sông Đinh Đèn là một con sông đổ ra Sông Lục Nam. Sông có chiều dài 99 km và diện tích lưu vực là 714 km². Sông Đinh Đèn chảy qua các tỉnh Bắc Giang, Lạng Sơn.